# آلیس دومون

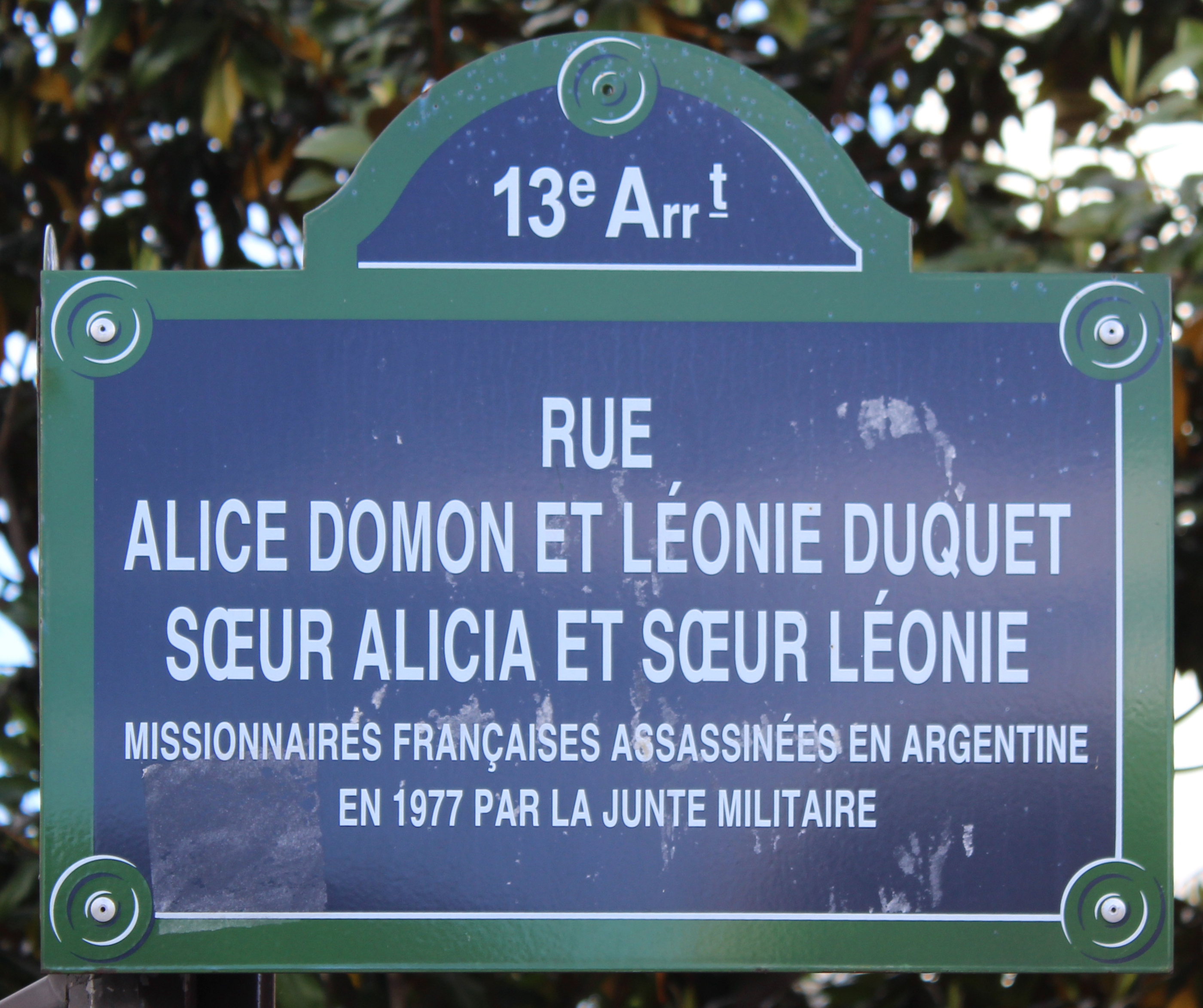
یادبود دو راهبه فرانسوی در فرانسه، خیابان آلیس-دومون-و-لونیه-دویک، پاریس.

آلیس دومون، کتی (فرانسوی: Alice Domon‎)؛ (زادهٔ: ۲۳ سپتامبر ۱۹۳۷ - درگذشته: ۱ دسامبر ۱۹۷۷) فعال حقوق بشر اهل فرانسه بود. وی یک خواهر راهبه در میان ده نفر از افراد مرتبط با مادران میدان مایو بود،

## ربوده شدن اعضای گروه

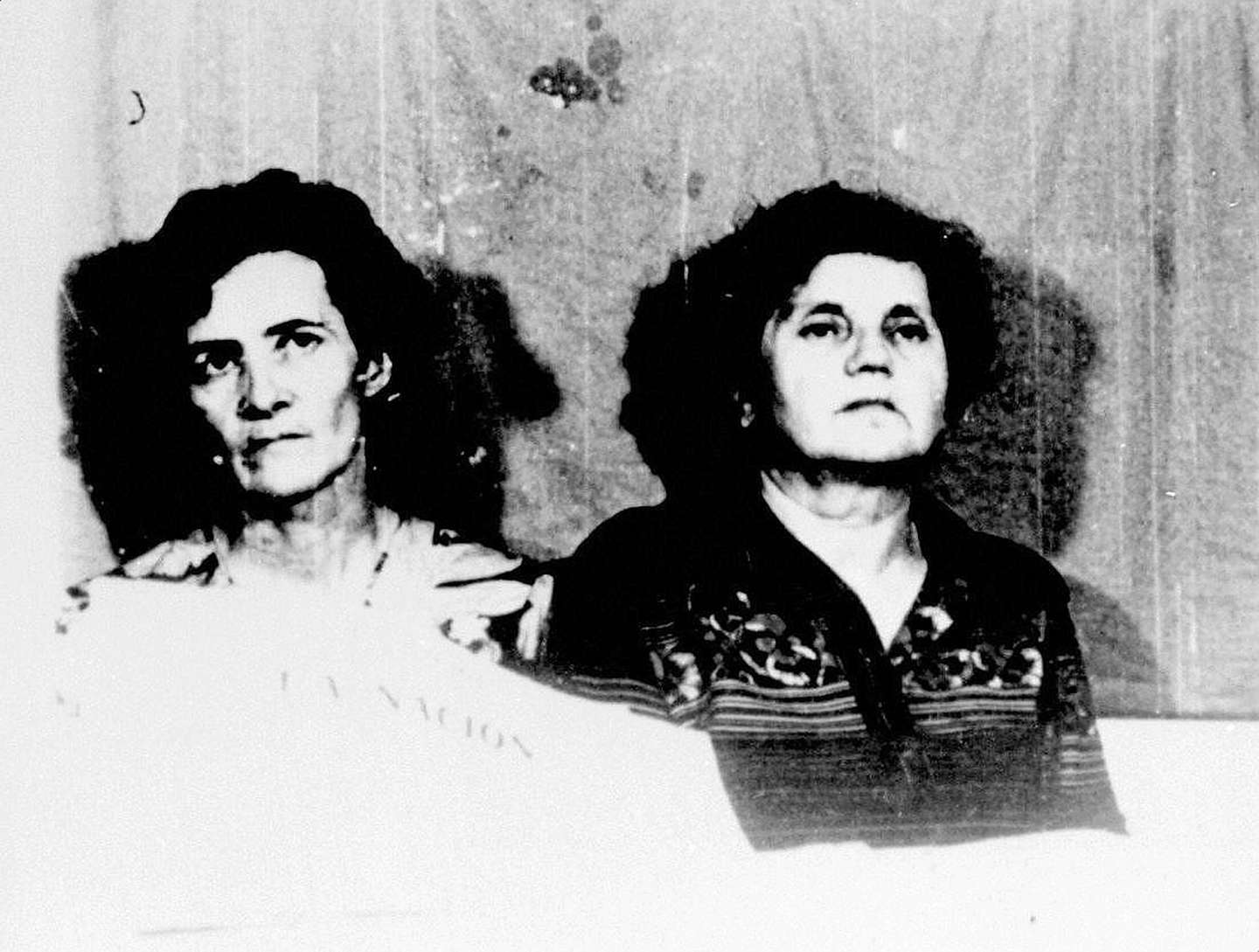
لئونی دوکت و آلیس دومون

آلیس در میان گروه حقوق‌بشری مادران میدان مایو بود که ربوده و به بازداشتگاه سری در مدرسه کوچک افسران نیروی دریایی آرژانتین برده شد. براساس اظهارات شاهدانی که وی را در مدت ۱۰ روز در آنجا مشاهده کردند، او تحت بازجویی و شکنجه قرار گرفت، مجبور به نوشتن نامه‌ای شد که ادعا می‌کرد در یک گروه چریکی که با دولت مخالفت می‌کند، شرکت داشته و در صحنه‌ای در مقابل یک بنر گروه مونتونرو (جنبش پرونیست که در سال ۱۹۶۹ و در دهه ۱۹۷۰ میلادی با دولت آرژانتین مبارزات مسلحانه می‌کرد) عکس گرفته است (این عکس برای مطبوعات منتشر شد).
آن گروه از بازداشت شدگان، همراه با آلیس دومون و منجمله یک فرانسوی دیگر خواهر راهبه لیونی دوکه، برای کشتار جمعی از مرکز بازداشت سری منتقل شدند. جسد آلیس دومون هیچگاه پیدا نشد. در دسامبر ۱۹۷۷ در سواحل جنوبی بوئنوس آیرس به‌دنبال شسته شدن گورها برخی از اجساد پیدا شد که آن‌ها را به سرعت در گورهای جمعی دفن کردند. یک گزارش خبری در مارس ۱۹۷۸ توسط آژانس خبرگزاری فرانس پرس فرانسه مخابره شد که براین عقیده هستند که اجساد دو راهبه فرانسوی و دیگر افراد مرتبط با مادران میدان مایو، در بین اجساد پیدا شده بوده‌اند.

## زندگی‌نامه
آلیس دومون در منطقه شارکومونت، در دو (فرانسه) متولد شد. او در سن جوانی وارد انجمن مأموریت‌های خارجی پاریس شد. در سال ۱۹۶۷ او به آرژانتین دعوت شد، جایی که بعداً در هورلینگهام و مورون - بوئنوس آیرس ساکن شد. او به افراد ناتوان تعلیم می‌داد و با فقرا کار می‌کرد.
دومون یکی از اعضای گروهی به سرپرستی پدر اسماعیل کالکاگنو، پسر عموی اول خورخه رافائل ویدلا بود که از سال ۱۹۷۶ تا ۱۹۸۱ در زمان آدم‌ربایی و قتل دیکتاتور حاکم آرژانتین بود، آلیس دومون و راهبه همکارش لیونی دوکه به ویدلا معرفی شدند زیرا او به کمک پسرش آلخاندرو، کودکی معلول که در کاسا د لا کاریداد در مورون به او آموزش داده و از او مراقبت می‌کردند، نیاز داشت. در بوئنوس آیرس، دو خواهر وقت خود را به کارهای اجتماعی در میان ساکنان فقیرترین شهرستانهای آرژانتین اختصاص دادند. آلیس دومون به همراه لیونی دوکه، یک خواهر مذهبی فرانسوی که با او دوستی عمیقی برقرار کرده بود، در آنجا منصوب شدند.
دومون کار اجتماعی خودرا وقف ساکنان شهرک‌های حلبی‌آباد کرده بود. در سال ۱۹۷۱ او به کورینتس رفت تا با سازمان لیگاس آگراریاس که توسط تولیدکنندگان کوچک پنبه تشکیل شده بود همکاری کند.
پس از کودتای نظامی در ۲۴ مارس ۱۹۷۶، حکومت نظامی با سرکوب شدید مخالفان سیاسی و تروریسم دولتی کارش را آغاز کرد. دومون تصمیم گرفت با سازمان‌های حقوق بشری درگیر شود. پس از بازگشت به کورینتس، او در خانه لیونی دوکت اقامت گزید.
در دسامبر ۱۹۷۷، خواهران آلیس و لیونی، همراه با مادران میدان مایو و دیگر فعالان حقوق بشر، درخواستی را برای اسامی ناپدیدشدگان را از دولت برای افشای محل نگهداری آنها تهیه و ارسال کردند. این درخواست در ۱۰ دسامبر ۱۹۷۷، روز ناپدید شدن آلیس دومون، در روزنامه ناسیون منتشر شد. نام گوستاوو نینو در میان امضاها به عنوان یک نام جعلی معرفی شد که در ماه مه توسط آلفردو آستیز کاپیتان نیروی دریایی برای نفوذ در میان مادران میدان مایو استفاده شده بود.

## یادبودها
در سال ۲۰۰۰، میدان کوچکی در بوئنوس آیرس در یادبود این دو خواهر راهبه به نام‌های "آلیس دومون و لیونی دوکه " نامگذاری شد. همه ساله در سالگرد مرگ آنان مراسمی در کلیسای سانتا کروز بوئنوس آیرس، جایی که در آن فعالیتهای مذهبی داشتند، برگزار می‌شود. در این مکان همچنین مقبره‌های چندین نفر از مادران میدان مایو که در دسامبر ۱۹۷۷ در آن کارزار فعالیت داشتند، دفن است.

## محکومیت عاملان جنایت

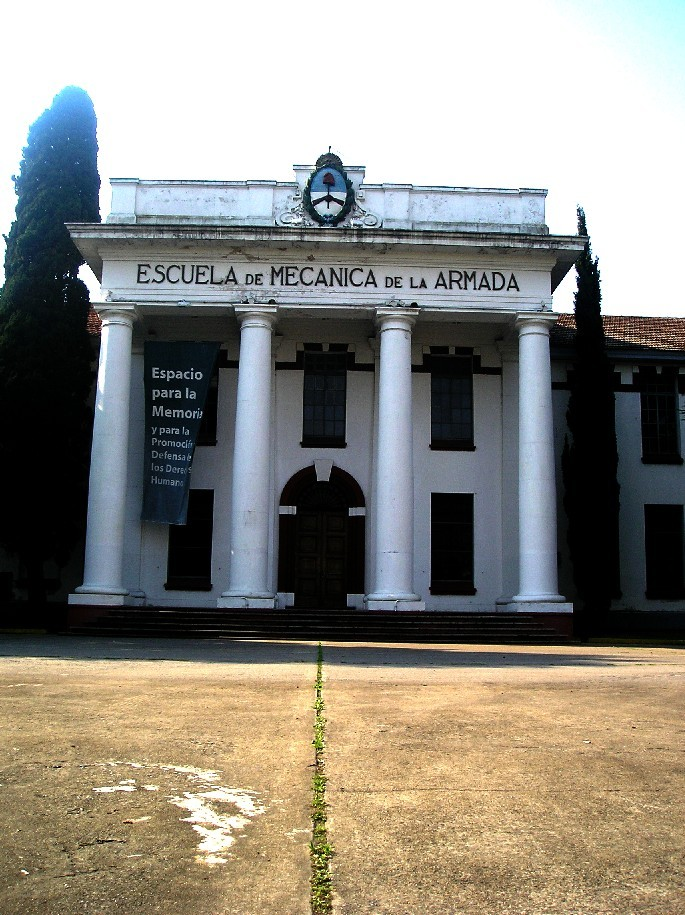
ساختمان ESMA

در سال ۲۰۱۱، آلفردو آستیز که در گروه مادران میدان مایو نفوذ کرده و سازماندهی، ربودن، زندانی کردن و کشتن آنها را در دسامبر ۱۹۷۷ به پیش برده بود، به خاطر جنایت علیه بشریت و سایر جنایاتی که مرتکب شده بود محکوم به اعدام گردید. او را به دلیل قساوتش در شکنجه فرشته بلوند مرگ می‌نامیدند.